# Itelmeni
Itelmenii sunt un popor și grup etnic, fiind locuitorii din vechime ai Peninsulei Kamceatka. Unii dintre aceștia folosesc limba itelmenă, ce aparține familiei de limbi ciukotko-kamceatkane.